# Микель, Борис Мирославович
Борис Мирославович Микель (28 января 1947, станица Пролетарская — 25 июля 1999, Тольятти) — советский партийный и государственный деятель, с 1989-1992 годах последний Председатель тольяттинского горисполкома совета народных депутатов. Вместе с первым секретарём тольяттинского горкома КПСС Юрием Фадеевым осуществлял должностные функции руководителей города Тольятти.

## Биография

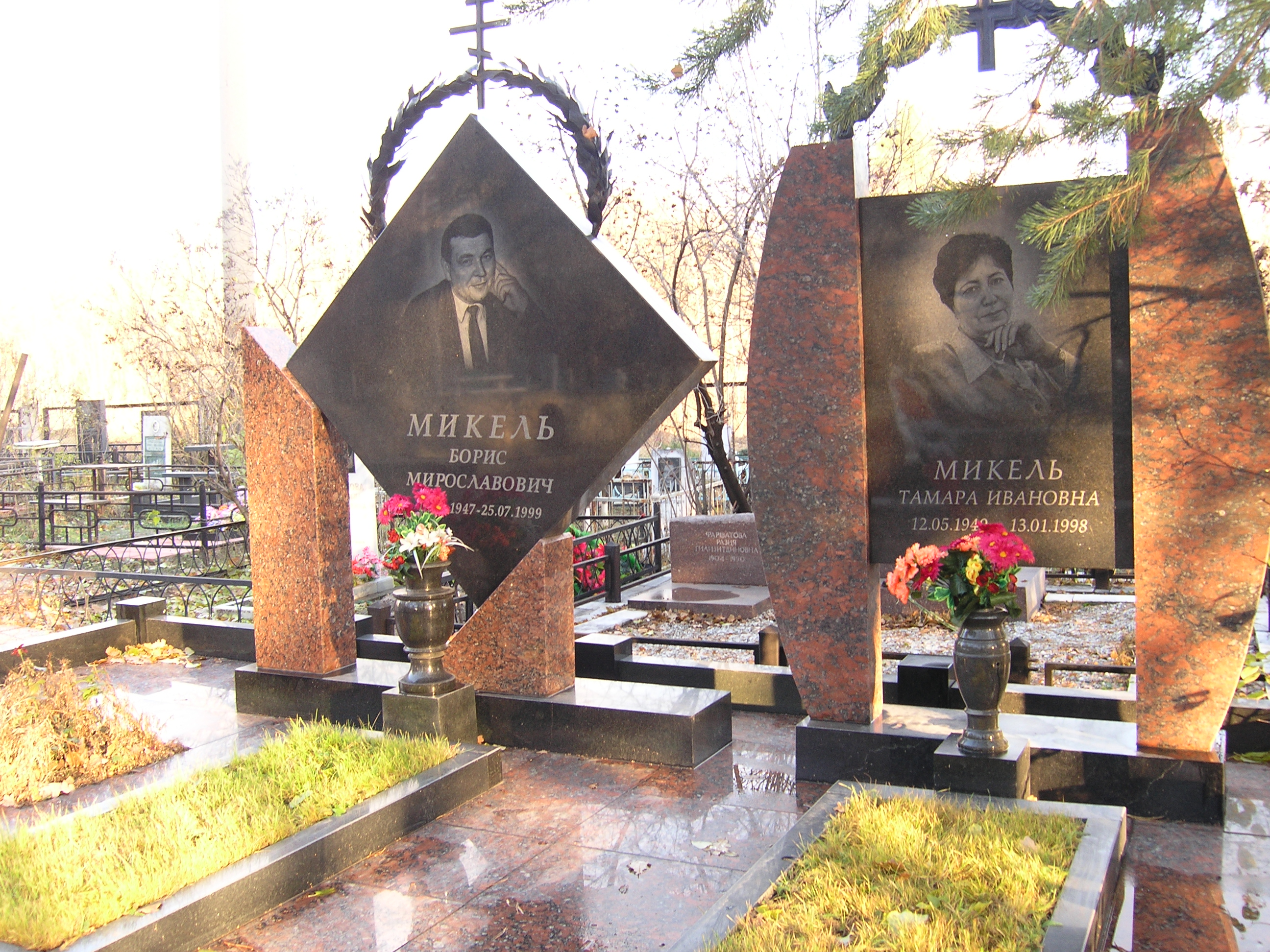
Могила Бориса Микеля рядом с супругой Тамарой на Баныкинском кладбище

Родился 28 января 1947 года в станице Пролетарской, ныне город Пролетарск Ростовской области.
Отец — Мирослав Францевич, работал слесарем, мать — Елена Владимировна, была учителем, два брата — старший Владислав, младший Виктор.  В 1958 году вместе с родителями переехал в город Волгодонск Ростовской области.
В 1970 году закончил Новочеркасский политехнический институт по специальности «Электрические машины и аппараты», в этом же году по распределению райкома комсомола направлен в город Тольятти на Тольяттинский электротехнический завод где работал мастером испытательного цеха.
В сентябре 1971 года был призван в ряды Советской армии, Служил до августа 1974 года в Уссурийске в Дальневосточном военном округе штурманом самолета ВВС-СССР, затем в звании подполковника зачислен в запас, вернулся на завод в Тольятти, где работал старшим инженером, начальником бюро.
В 1976—1981 году перешёл на партийную работу: стал инструктором орг отдела Тольяттинского городского комитета КПСС.
В 1981—1989 годах работал начальником Тольяттинского троллейбусного управления.
В 1987 году избран народным депутатом Тольяттинского городского совета Совета народных депутатов
В 1989—1992 годах избран председателем Тольяттинского горисполкома Совета народных депутатов, объединяющий в себе исполнительные и законодательные полномочия, принят в члены бюро Автозаводского райкома КПСС Тольятти.
В 1990 году в период перестройки и либеральных реформ из подчинения горисполкома был выведен Совет народных депутатов и преобразован в самостоятельный законодательный орган (Горсовет) под председательством Антонова Игоря Германовича, горисполком под председательством Бориса Микеля сохранил за собой исполнительные функции.
После упразднения Тольяттинского гориспокома работал директором Тольяттинской обувной фабрики — одной из трёх фабрик, построенных в СССР итальянской компанией.
25 июля 1999 года  погиб в автомобильной катастрофе, похоронен рядом с супругой на Баныкинском кладбище Тольятти. 

## Семья
Супруга: Микель Тамара Ивановна (1949 — 1998) — работала в Волжском научно-исследовательском институте цементного машиностроения (ВНИИЦеммаш), погибла в автомобильной катастрофе 13 января 1998 года.
Две дочки: Елизавета — директор детского пансионата «Радуга» и Алла. Сын: Дмитрий Микель (род.1972) — руководитель аппарата думы (2003—2013), председатель Тольяттинской городской думы (2013—2018), с 2018 депутат гордумы, советник ректора Тольяттинского госуниверситета, владеет и проживает с супругой Ольгой Микель в лесной зоне на берегу Волги в загородном доме элитного посёлка «ТИВО»  в районе Комсомольского шоссе, владеет маркой автомобиля Volkswagen Touareg белого цвета с госномером правительственной VIP-серии. Журналисты назвали посёлок закрытым для простых смертных. ТСЖ оформлено как база отдыха ООО «Тиво» и ООО «Свежесть» соучредителями и соседями закрытого посёлка является супруга Н.А.Ренца, супруга и дети С.Ф. Жилкина, В.И.Герасименко, супруга главы ФСК «Лада Дом» Е.А. Бартоломеева, застройщик ЖК «Матрёшка» А.В.Шишкин, супруга директора АО «Тольяттихлеб» Л.А.Зеленцова и другие В.Ягутян, В.Никишев итд.

## Память
25 июля 2013 года в день памяти, по инициативе сына Дмитрия Микеля вышла в свет памятная книга «Борис Микель — Рыцарь уходящей эпохи», издательство «Папирус»/2013 г.
12 сентября 2013 года в читальном зале архива Мэрии Тольятти состоялось передача документов Бориса Микеля в фонд библиотеки.